# Maybole Collegiate Church
Maybole Collegiate Church is een ruïne van een 15e-eeuwse kerk, gelegen in Maybole in de Schotse regio South Ayrshire.

## Geschiedenis
De Maybole Collegiate Church was gewijd aan de Maagd Maria en werd in 1371 gesticht door John Kennedy van Dunure. Elf jaar later werd de kerk een Collegiate Church, een stift met vier priesters. Deze hadden als doel te bidden voor het zielenheil van de stichter en diens familie.
Missen werden door de reformatie in 1560 verboden; in april 1563 echter kwamen tweehonderd bewapende katholieken de mis bijwonen in de kerk. Hun leiders werden later gearresteerd en beboet.
Hierna verviel de kerk, totdat deze in de zeventiende eeuw in gebruik raakte als grafkapel voor de familie Cassillis en twee andere minder edele families uit de regio. De Heren van Culzean richtten een grafmonument voor hun familie op in de voormalige sacristie. Ook de Heren van Baltersan werden in de kerk begraven.

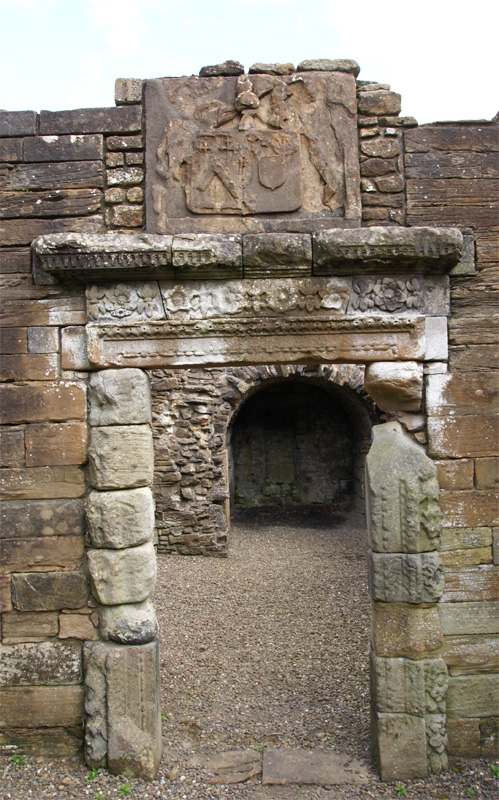
Westelijke ingang met het wapen van de familie Kennedy

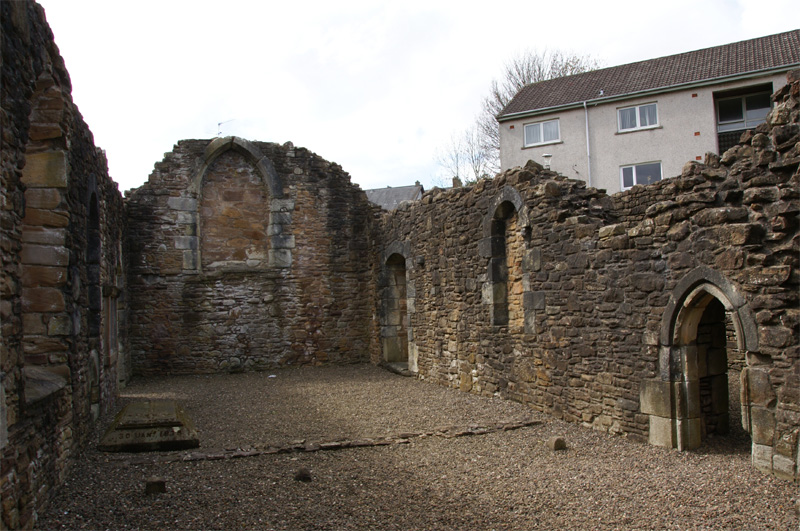
Interieur

## Bouw
De huidige, vijftiende-eeuwse Maybole Collegiate Church meet 16,5 meter bij 5,6 meter. De aan de noordoostelijke zijde aansluitende sacristie meet 4,9 meter bij 2,4 meter. De ramen zijn dichtgemetseld en het dak is verdwenen. In de rechtermuur bevinden zich de sedilia en piscine.
Bij de poort bevindt zich de graftombe van de Heren van Culzean met de wapenschilden van de familie Kennedy en Hamilton. Deze tombe is opgericht voor John Kennedy, die in 1665 overleed, en voor zijn vrouw Margaret Hamilton.
De tussenmuur tussen deze tombe en de oude sacristie is verwijderd.
In de kerk bevinden zich bij de ingang naar de sacristie de graven van de graven van Cassilis. Vermoedelijk liggen alle koningen van Carrick hier begraven, vanaf David, de eerste graaf die stierf in de Slag bij Flodden in 1513 tot en met de zesde graaf.
Aan de westelijke zijde van de kerk liggen de leden van de familie Kirkmichael begraven inclusief de laatste Kennedy of Cove.

## Beheer
De Maybole Collegiate Church wordt beheerd door Historic Environment Scotland, net als de nabijgelegen Crossraguel Abbey.